# Corny-sur-Moselle
Corny-sur-Moselle is een gemeente in het Franse departement Moselle (regio Grand Est). De plaats maakt deel uit van het arrondissement Metz. Corny-sur-Moselle telde op 1 januari 2022 2.155 inwoners. Het plaatsje is van 8 tot 10 september 1944 nagenoeg geheel in puin geschoten tijdens een 60 uur durende strijd in het kader van Slag om Metz. Ter herinnering hieraan is in Corny een monument gebouwd en een historische wandeling aangelegd

## Geografie
De oppervlakte van Corny-sur-Moselle bedroeg op 1 januari 2022 8,2 vierkante kilometer; de bevolkingsdichtheid was toen 262,8 inwoners per km².

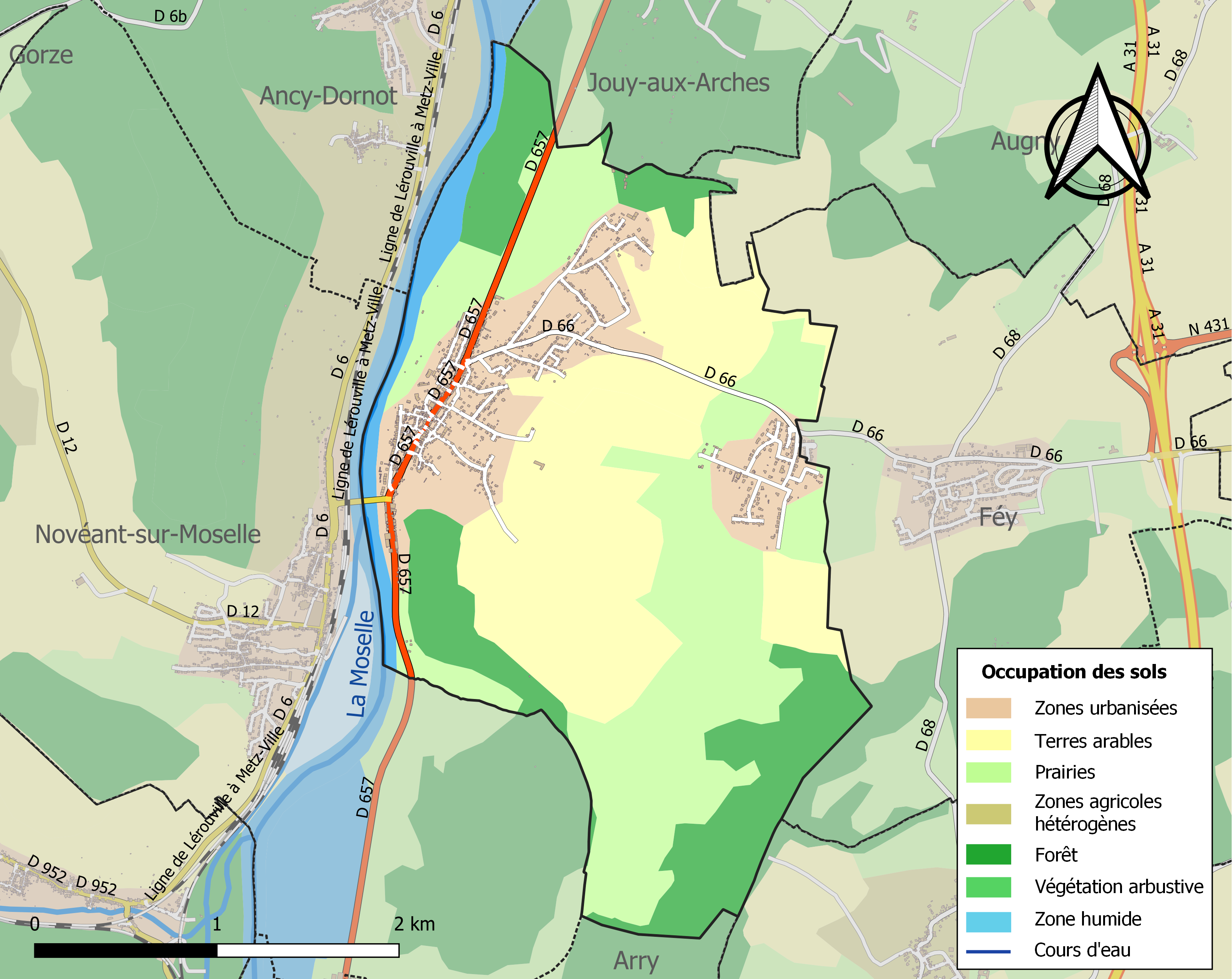
Kaart van de gemeente met de belangrijkste infrastructuur, bodemgebruik en omliggende gemeenten

## Demografie
Onderstaande figuur toont het verloop van het inwonertal (bron: INSEE-tellingen).